# Maximiliano Navarrete
Pour les articles homonymes, voir Navarrete.
Maximiliano Navarrete, né le 14 mai 1991 à Cutral Có, est un coureur cycliste argentin.

## Palmarès et résultats

### Palmarès par année
- 2015
  - Gran Premio de la Diversidad Cultural
  - 5e étape de la Vuelta al Valle
  - 3e du championnat d'Argentine sur route
- 2016
  - 1re étape du Tour de San Rafael
  - 2e étape de la Vuelta al Valle
- 2018
  - 2e étape de la Vuelta al Valle de Chubut
  - 3e étape de la Vuelta de Cutral Co
  - Gran Premio Aserradero Bucci
- 2019
  - Prologue et 2e étape du Tour de Mendoza
  - 2e étape de la Vuelta de la Pera
  - 3e étape de la Doble Chepes
  - 2e étape de la Vuelta a la Bebida
  - 2e de la Vuelta de la Pera
- 2021
  - Prologue de la Vuelta a General Alvear
  - 2e et 4e étapes de la Vuelta al Valle
  - 2e de la Doble Difunta Correa
  - 3e de la Vuelta a General Alvear
- 2022
  - 5e étape de la Vuelta a General Alvear
  - Circuito Albardón
  - 3e de la Doble Media Agua
- 2023
  - Doble Difunta Correa
  - Giro del Sol San Juan
  - 1re étape de la Vuelta General Alvear
  - Tour de Chilecito :
    - Classement général
    - 3e et 5e étapes

  - 3e étape de la Vuelta de Cutral Có
  - 2e de la Vuelta General Alvear
  - 2e de la Vuelta de Cutral Có
  - 2e du Circuit Carlos Escudero
  - 2e de la Doble Chepes
- 2024
  - Giro del Sol San Juan : 
    - Classement général
    - 2e étape

  - 6e étape du Tour de Mendoza
  - Vuelta a General Alvear :
    - Classement général
    - 2e étape

  - 3e du Gran Prix Club Olimpia
- 2025
  - 6e étape du Tour de Mendoza
  - 3e et 4e étapes de la Vuelta a General Alvear

### Classements mondiaux
| Année                                 | 2015 | 2016 | 2017 | 2018 | 2019 | 2020 | 2021 | 2022 | 2023  |
| ------------------------------------- | ---- | ---- | ---- | ---- | ---- | ---- | ---- | ---- | ----- |
| Classement mondial                    |      | nc   | nc   | nc   | nc   | nc   | nc   | nc   | 1227e |
| UCI America Tour                      | 181e | nc   | nc   | nc   | nc   | nc   | nc   | nc   | nc    |
|                                       |      |      |      |      |      |      |      |      |       |
| Légende : nc = non classéSource : UCI |      |      |      |      |      |      |      |      |       |